# Yoshihide Kiryū
Yoshihide Kiryū (jap. 桐生 祥秀, Kiryū Yoshihide; * 15. Dezember 1995 in Hikone) ist ein japanischer Leichtathlet, der sich auf den Sprint spezialisiert hat.

## Sportliche Laufbahn
Kiryū war zuerst in der örtlichen Fußballmannschaft, aber sein Bruder brachte ihn zur Leichtathletik. Hier stellten sich schnell Erfolge ein, so dass er 2011 japanischer U16-Meister über 100 Meter wurde. Ein Jahr später konnte er gleich zweimal den U18-Weltrekord verbessern. Bei den nationalen U18-Meisterschaften im Oktober 2012 verbesserte er ihn auf 10,23 s zwei Monate später lief er 10,19 s. Gleichzeitig war dies ein neuer U20-Asienrekord über diese Distanz.
Am 29. April 2013 lief er in Hiroshima 10,01 s. Dies wäre ein neuer U20-Weltrekord (zeitgleich mit Darrel Brown) gewesen, doch die IAAF verweigerte die Annahme, da Geräte, die zur Windmessung benutzt worden waren, nicht dem internationalen Standard entsprochen hatten. Trotzdem qualifizierte er sich für die Weltmeisterschaften in Moskau, bei denen er in 10,31 s im Vorlauf ausschied und mit der japanischen 4-mal-100-Meter-Staffel im Finale Rang sechs belegte.
Bei den Juniorenweltmeisterschaften 2014 in Eugene erreichte er Bronze über 100 Meter und Silber mit der Sprintstaffel. 2015 war er teilweise durch Verletzungen gebremst und konnte nicht bei den Weltmeisterschaften 2015 in Peking nicht teilnehmen.
2016 lief er bei den nationalen College-Meisterschaften 10,01 s und konnte sich mit dieser Zeit für die Olympischen Spiele in Rio de Janeiro qualifizieren. Dort gelang ihm in der 4-mal-100-Meter-Staffel sein bis dahin größter Erfolg. Mit 37,60 s stellte er zusammen mit Ryōta Yamagata, Shōta Iizuka und Asuka Cambridge einen neuen Asienrekord auf und gewann die Silbermedaille hinter der Mannschaft aus Jamaika.
Bei den Weltmeisterschaften 2017 in London holte er die Bronzemedaille mit der Staffel. Am 9. September 2017 stellte er bei den nationalen japanischen Universitätsmeisterschaften in Fukui mit 9,98 s einen neuen Landesrekord über 100 m auf. Er ist somit der erste Japaner, der die 100 m unter 10 Sekunden lief. Nach dem Chinesen Su Bingtian ist er damit auch der zweite gebürtige Asiate überhaupt, dem dieses Kunststück gelang. Im Jahr darauf gewann er bei den Asienspielen in Jakarta mit der japanischen Stafette in 38,16 s die Goldmedaille vor den Mannschaften aus Indonesien und China.
Bei den Asienmeisterschaften 2019 in Doha gewann Kiryū den Titel im 100-Meter-Lauf. Ende September erreichte er bei den Weltmeisterschaften in Doha über 100 Meter das Halbfinale, in dem er mit 10,16 s ausschied. Zudem gewann er mit der Staffel mit neuem Asienrekord von 37,43 s erneut die Bronzemedaille hinter den Teams aus den Vereinigten Staaten und dem Vereinigten Königreich.
2020 wurde Kiryū japanischer Meister über 100 Meter.

## Persönliche Bestzeiten
- 100 Meter: 9,98 s (+1,8 m/s), 9. September 2017 in Fukui (Japanischer Rekord)
- 60 Meter (Halle): 6,56 s, 18. März 2016 in Portland
- 200 Meter: 20,39 s (+1,5 m/s), 23. März 2019 in Brisbane